# Дева Финляндия

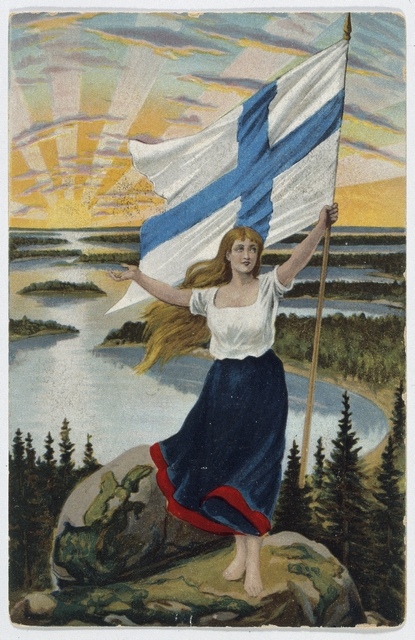
Дева Финляндия

Дева Финляндия (также Финская дева, фин. Suomi-neito, швед. Finlands mö) — национальная персонификация Финляндии. Дева Финляндия — босоногая молодая женщина в возрасте около 25 лет, зачастую изображается с заплетёнными волосами, голубоглазая. Одета в сине-белый национальный костюм или в белые одежды. Изначально её называли Аура в честь одноимённой реки, протекающей через город Турку (Або).
В качестве национального символа образ девы Финляндии использовался с XVIII века, когда её изображали как женщину с короной (дословно — стенная корона, зубцы которой выполнены в виде крепостных башенок). С развитием национального сознания и обретением Финляндией независимости образ девы Финляндии получил дальнейшее развитие. Изображения девы, персонифицирующей Финляндию, а также сочетание синего и белого цветов стали важными инструментами пропаганды в борьбе за защиту финской автономии от посягательств российских властей.
Образ девы Финляндии может также рассматриваться как ссылка на очертания Финляндии на географической карте. При небольшом воображении она выглядит как женский силуэт с одной поднятой рукой (и другой — до Московского перемирия 1944 года), головой и юбкой. Метафора так широко используется, что северо-западную коммуну Энонтекиё называют Рукой (фин. Käsivarsi) даже в официальном контексте.

## Образ в искусстве

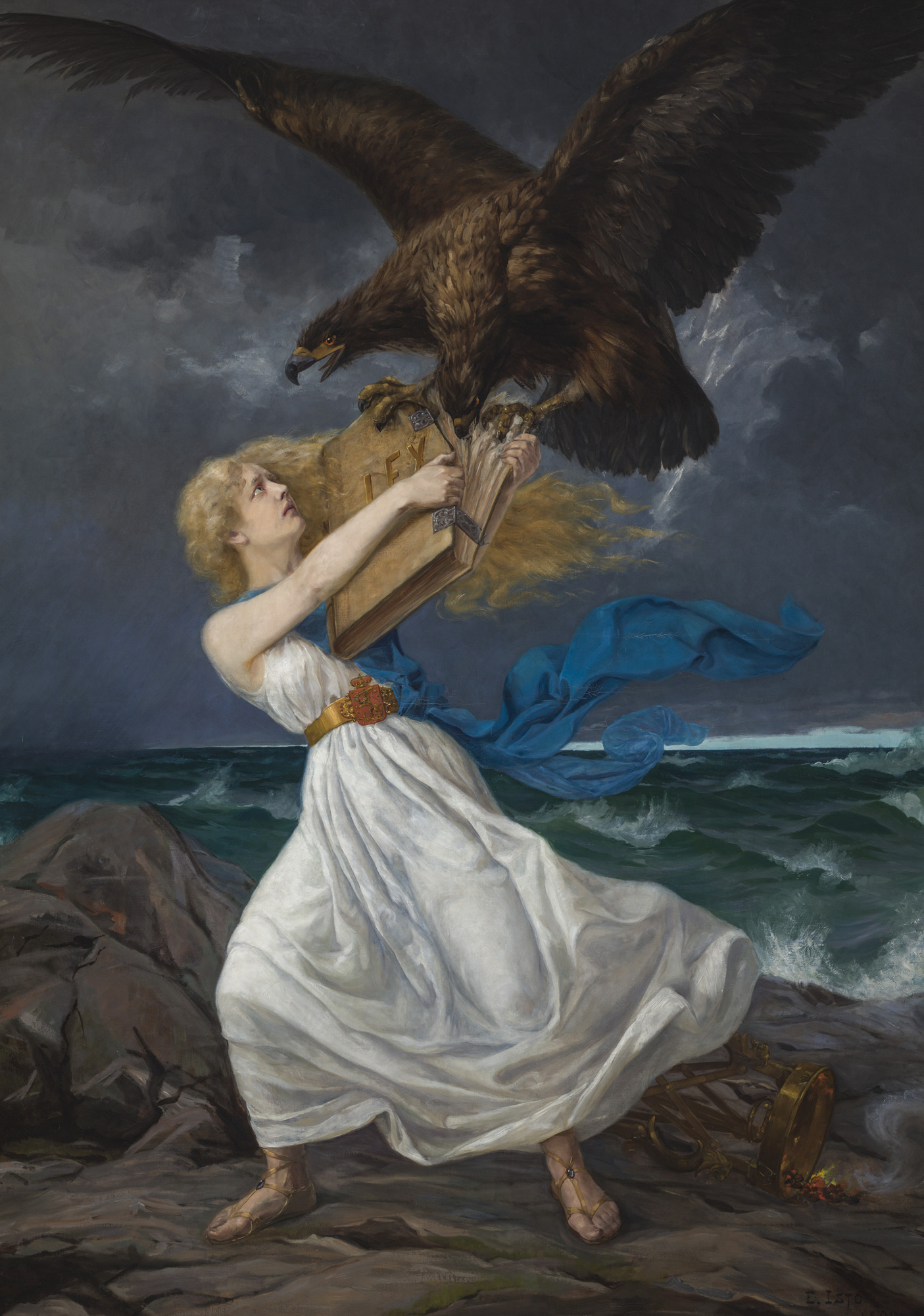
На известной картине кисти Эдварда Исто Дева Финляндия атакуется орлом, который вырывает у неё свод законов

На картине «Атака» Эдварда Исто дева изображена защищающей свод законов Финляндии от двуглавого орла — символа российского императорского дома и, по задумке автора, олицетворения сил тьмы. Несмотря на попытки властей запретить демонстрацию картины, она стала известной по всей стране.
Образ Девы Финляндии был использован при создании памятника национальному поэту страны Йохану Людвигу Рунебергу. На бульваре Эспланада в Хельсинки в 1885 году был поставлен памятник Рунебергу, выполненный его сыном, скульптором Вальтером Рунебергом. У подножия памятника — Дева Финляндия и каменная плита со стихотворением «Наш край», которое стало национальным гимном страны.